# Дечаци Павлове улице
Дечаци Павлове улице (мађ. A Pál utcai fiúk) епски је авантуристички, пустоловни, омладински роман мађарског писца Ференца Молнара. Роман је у наставцима почео с објављивањем 1906. у Студентском часопису, да би годину дана доцније приче биле обједињене у књигу. Дечаци Павлове улице су доживели једно за другим неколико издања, а између два светска рата је драматизован и екранизован.
Главни ликови романа су: Јанош Бока (вођа дечака Павлове улице) и Ернe Немечек (најмањи члан групе). Тема романа је о двема групама дечака који воде „рат”. Повод за сукоб ове две групе била је заплена кликера малом плавокосом дечаку Немечеку из Павлове улице од стране браће Пастор, чланова противничке дружине.
Роман је веома популаран у Мађарској и један је од најпознатијих мађарских романа ван земље. У анкети једног часописа у Мађарској био је на другом месту у избору најбољег романа за 2005. годину. На њему се заснива неколико различитих играних филмова и романа (нпр. роман Летећи разред из 1933. године). Преведен је на многе језике, а у многим земљама је део плана и програма у школама. Први превод на српски језик направио је Младен Лесковац, објављен 1983. године.

## Радња

### Сиже
Роман говори о групи ученика који живе у округу Јожефварош, у Будимпешти крајем 19. века (1889. године). Дечаци Павлове улице проводе своје слободно време на улици, празној парцели коју они сматрају својом „отаџбином”. Прича има два главна лика: Јаноша Боку (часни вођа дечака Павлове улице) и Ернеа Немечека (најмањи члан дружине).
Када „црвене кошуље” — друга банда дечака, коју предводи Фери Ач, а који се окупљају у оближњој ботаничкој башти — покушају да преузму градилиште Павлове улице, дечаци су принуђени да се одбране на војни начин. Повод за сукоб ове две дружине је заплена кликера малом плавокосом дечаку Немечеку из Павлове улице од стране браће Пастор, чланова противничке дружине.
Иако су дечаци Павлове улице победили у рату, а мали Немечек у више наврата показао да његова храброст и верност премашују величину, роман се завршава трагедијом.

### Фабула
Једног дана, прилично досадан час хемије прекинуо је изненадни звук музике. Била је то весела мађарска мелодија која је имала ритам марша. Дечји погледи су с експеримента (зеленог пламена у Бунзеновој лампи) одлутали кроз отворен прозор, тражећи извор музике. Професор је узалуд покушавао да поврати њихову пажњу затварањем прозора, али су се дечаци Павлове улице у међувремену кришом дописивали. Између њих је кружила порука: „После подне у три главна скупштина. Бирање председника на градилишту. Обнародовати”. Кад се час завршио, дечаци су били толико весели да њихову раздраганост није могла да помути ни чињеница што је продавац слаткиша тог дана повећао цене.
Градилиште у Павловој улици било је центар света за ове дечаке. Оно је било домовина, град, шума, стеновит брдски крај, једном речју све оно за шта су га прогласили. На њему су сви били официри, а само је мали Немечек био редов. Њега су сви дечаци потцењивали. Сматрали су га плашљивим и недовољно зрелим за њихово друштво, али нису знали да тај мали плави дечак није ни незрео ни плашљив, већ изузетно храбар и увек спреман да све учини за своју дружину. На скупштини на градилишту, резултати гласања за вођу дружине били су следећи: 11 гласова је добио Јанош Бока — уједно поставши вођа дружине, а преосталих 3 гласа је добио Гереб. Због овога, Гереб потајно прелази на противничку страну — дружину црвених кошуља.
Сутрадан поподне, Јанош Бока, Немечек и Чонакош отишли су у ботаничку башту, на „терен” црвених кошуља. Одлучили су да продру на њихово острво, а да би то остварили, морали су да прођу кроз разне препреке и опасности. Боки и Немечеку најтеже је било када су међу дечацима из противничке дружине видели Гереба, у кога је Бока имао доста поверења, а овај га је издао. У вечерњој тишини су се чуле Геребове речи: „На градилиште се може ући с две стране… Најбоље ће бити да се унапред договоримо када ћете доћи. Онда ћу ја доћи на градилиште последњи и оставићу отворена мала врата.”
Неколико дана после тога Немечек је одлучио да сам оде на територију црвених кошуља по заставу своје групе коју су црвенокошуљаши запленили. Док је седео на дрвету и чекао да му се ослободи пролаз чуо је Гереба који каже да нико од његових другова није храбар. То га је много повредило, па није могао да издржи, а да се не супротстави таквом мишљењу. Када је Фери Ач, вођа црвених кошуља видео да је Немечек сам дошао по заставу задивила га је његова храброст, па га је позвао у своју дружину, али малиша га је поносно одбио. Казнили су га тако што су га загњурили у плитко језеро, а он је ћутке све поднео, иако је био прехлађен.
Пред главну битку за одбрану градилишта (домовине), дечаци Павлове улице остали су без јединог свог редова, јер се мали Немечек разболео. Узрок његове болести је била прехлада, тачније, купање у хладној води, први пут за домовину, други пут случајно и трећи пут кад су га црвенокошуљаши на то приморали. У међувремену, Гереб је послао писмо команданту и генералу Боки у којем признаје грешку за издају, моли га за опроштај и тражи да се врати у дружину као обичан редов и учествује у борби за спас градилишта. Бока и његови официри примају Гереба, а Бока још наређује да се о Геребовој грешци не говори. Дечаци обе ратничке дружине прихватају објаву рата, а тиме и правила ратовања. Неће бити туче, биће употребљене само пешчане бомбе, правилно рвање и борба копљем. Побеђен је онај ко с оба рамена дотакне земљу. Копљем се није смело бости и тући, а двојица нису могли напасти једнога.
Фери Ач је своју војску поделио у две групе: једна — којом је командовао старији Пастор, напала је градилиште из Маријине улице — и друга — коју је предводио Фери Ач. Друга група је морала да сачека исход прве групе. Бокина одбрана у Маријиној улици је била врло успешна: успео је да зароби свих шест црвенокошуљаша. Када се уверио да је изгубио битку, Фери Ач је у борбу ишао из Павлове улице. Настављено је бомбардовање пешчаним бобама, али је Фери Ач напредовао ка колиби не би ли ослободио чланове своје дружине. Пресудан моменат за исход битке био је кад је пред Ача стао Немечек, који је за читаву главу био нижи од њега. Тај мали плави и болесни дечак оборио је на земљу Ферија Ача, а онда и сам пао преко њега при чему се онесвестио. То је била његова последња борба у животу у којој је имао чин редова.
Дечаци Павлове улице су победили у борби, а велику радост победе помутила је чињеница да се Немечек смртно разболео (упала плућа). Обилазили су га другови из дружине, чак и Фери Ач и чланови његове групе. Дечаци су били много тужни због болести свога малог другара. Дивили су му се јер је он за своју дружину учинио више од осталих. Док је ветар тресао прозоре собе у којој се мали капетан мучио у грозници, чуле су се његове речи изговорене шапатом: „Са градилишта дува. С драгог градилишта дува”. То показује колику је љубав овај дечак имао према свом игралишту.
Убрзо, после Немечекове смрти, на градилиште су дошли радници који су га прекопали. Заједно с Немечеком нестали су дечја игра и безбрижни дечији дани.

## Ликови
Већина ликова у књизи подељено је у две групе. Дечаци Павлове улице су: Јанош Бока, Ерне Немечек, Барабаш, Колнаи, Лесик, Рихтер, Вајс, Челе, Чонакош, Ченгеј и Гереб (који је касније прешао у другу групу, па се вратио назад). Црвенокошуљаши су: Браћа Пастор и Фери Ач. Остали ликови су: професор Рац, Словак Јанко, пас Хектор, Геребов отац, Немечекова мајка и Немечеков отац.

### Описи ликова
| Лик          | Опис |
| ------------ | --- |
| Ерне Немечек | На почетку романа, Немечек ни за кога ништа није значио. Био је мршав и слабашан плавокоси дечак. Долазио је из сиромашне породице, а његов отац је био кројач. У војсци дечака Павлове улице био је једини редов. Сви су могли да му наређују, а он је све слушао и извршавао наређења. Иако је био физички слабашан, нејак, имао је друге особине по којима је постао поштован у обе дружине. То су биле његова храброст, кад је својом вољом отишао у Ботаничку башту да уходи црвене кошуље, његово пркосно држање пред Феријем Ачом и неизмерна оданост дружини Павлове улице. Једина је трагична личност овог романа, јер се за њега дечја игра завршила смрћу. Много је волео градилиште, па је чак и на својој самртничкој постељи био у мислима уз своје другове, на градилишту. Они за које је он на почетку био нико, сада су га ценили највише, јер су знали да је он дао све што има за своју дружину, чак и свој малени живот. |
| Јанош Бока   | Имао је 14 година и на лицу му је било мало трагова мужевности. Али чим би отворио уста, добио би неколико година. Глас му је био дубок, благ и озбиљан. Ретко је говорио глупости. Није се мешао у мање свађе. Међу дечацима Павлове улице био је омиљен. Уливао им је поверење и био им је у свему прави вођа, мудар, смирен, озбиљан и проницљив. |
| Фери Ач      | Страшан, јак и невероватно храбар дечак, али је у очима имао нешто мило и симпатично, нешто чега није било у очима Пастора. Био је праведан и строг и према члановима своје дружине. Умео је да буде и осећајан кад се Немечек разболео; послао је своје дечаке да га посете. |
| Деже Гереб   | Размажено и сујетно господско дете. Чезнуо је за тим да буде вођа и завидео је Боки када су га дечаци изабрали за вођу. Да би напакостио Боки и друштву, напустио је дечаке Павлове улице и прешао на страну Црвених кошуља. Већ на првој проби показао се слабићем, па су га презирали и његови бивши другови и дечаци којима се придружио као издајник. На крају је молио Боку да га поново врати у дружину, макар био и обичан редов. |
| Браћа Пастор | Нису имали никакву дечачку топлину. Увек су били склони насиљу, нарочито према малим и нејаким дечацима. Увек су ишли опуштене главе, гледали мрко и намргођено, били црни, сунцем опаљени момци и још их нико никад није видео да се смеју. Њих се ваљало бојати. |

## Књижевни значај и критика
Књига је веома популарна у Мађарској, а такође је једна од најпознатијих мађарских романа ван земље. У анкети једног часописа у Мађарској завршила је на другом месту у избору најбољег романа за 2005. годину. На њој се заснива неколико различитих играних филмова. Преведена је на многе језике, а у неким земљама је обавезна или препоручена лектира (као део плана и програма у школама). Први превод на српски језик направио је историчар књижевности, књижевник и преводилац Младен Лесковац, објављен 1983. године. Први превод на енглески језик је направио Луј Ритенберг, који је објављен 1927. године, а касније га је прерадио Џорџ Ширтес за поновно издавање 1994. године.
Ерик Кестнер је преузео тему овог романа и придодао јој сву терминологију милитаризма и национализма у роману Летећи разред (1933), објављен непосредно пре него што је нацистичка партија победила на изборима у Немачкој. Кестнер је, међутим, био мање окрутан с ликом који је сличан Немечеку (Ули), који у Кестнеровој верзији трпи ништа више од сломљене ноге.
У Израелу, књига се сматра класичним омладинским романом. Хебрејска верзија под називом Mahanaim („два кампа” — такође се односи на популарну игру лоптом) објављена је 1940. и била је популарна дуги низ година, с вишеструким прештампама. Новији превод под називом The Boys from Paul Street објављен је 1984. године. Сценска адаптација књиге од стране позоришта Кибуц почела је да се изводи у 2016. години.
У Азербејџану, књига је постала популарна по Рамилу Сафарову, који ју је превео на азерски језик током његове казне у Будимпешти.

## Филмске, ТВ и позоришне адаптације
- Дечаци Павлове улице — неми филм (Мађарска; 1917), режисер: Бела Балог; прва верзија приче мађарског редитеља Беле Балог.[43]
- Дечаци Павлове улице — неми филм (Мађарска; 1924), режисер: Бела Балог; глумци: Ђорђ Фараго (Немечек), Ерно Веребеш (Бока), Ференц Сичи (Гереб), Иштван Барабаш (Фери Ач) и Фрињеш Партош (Чонакош); друга верзија приче мађарског редитеља Беле Балог.[44]
- Нема веће славе — филм (САД; 1934), режисер: Френк Борзејги, а издао га Коламбија пикчерс; глумци: Џорџ П. Брејкстон (Немечек), Џими Батлер (Бока), Џеки Срл (Гереб), Френки Даро (Фери Ач), Доналд Хејнс (Чонакош).[45]
- Дечаци Павлове улице — филм (Италија; 1935), режисери: Чезар Чивита, Алберто Мондадори и Марио Моничели; глумци: Ђуљо Тамањини (Немечек), Алберто Виђевани (Бока), Ђуљо Маки (Гереб), Бруно Агион (Фери Ач) и Карло Картиљани (Чонакош).[46]
- Дечаци Павлове улице — филм (Мађарска и САД; 1969), режисер: Золтан Фабри; глумци: Антони Кемп (Немечек), Вилијам Бурли (Бока), Џон Мулдер-Браун (Гереб), Џулијен Холдавеј (Фери Ач) и Роберт Ефорд (Чонакош);[47] филм је номинован за Оскара за најбољи филм на страном језику.[48]
- Дечаци Павлове улице — ТВ филм (Италија, Аустрија, Немачка и Мађарска; 2003), режисер: Маурицио Закаро; глумци: Мешиш Гашпар (Немечек), Чаба Гашпар (Бока), Гергеј Мисарош (Гереб), Данијел Лугоши (Фери Ач), Питер Вани (Чонакош).[49]
- Дечаци Павлове улице — ТВ филм (Мађарска, 2005), режисер: Ференц Торок; глумци: Балаж Бојтар (Немечек), Кристијан Фекете (Бока), Милан Кирај (Гереб), Чаба Чухај Чинош (Фери Ач), Роберт Рошташи (Чонакош).[50]
- Дечаци Павлове улице — представа (Србија, 2021), режисер: Огњен Дрењанин; глумци: Симон Јегоровић (Немечек), Огњен Дрењанин (Бока), Немања Церовац (Гереб), Стефан Миливојевић (Фери Ач), Саша Драшковић (Чонакош), Михаило Арсеновић (Челе), Јован Лазаревић (Барабаш), Стефан Тампоља (Старији Пастор), Алекса Стевановић / Јован Ђорђевић (Млађи Пастор), Лука Павловић (Себенич), Бојан Хлишћ (Радник сезонац).[51]